# Jättiläinen
Pour plus de détails, voir Fiche technique et Distribution.
Jättiläinen (littéralement « géant ») est un film finlandais réalisé par Aleksi Salmenperä, sorti en 2016.

## Synopsis
L'histoire de la mine de Talvivaara.

## Fiche technique
- Titre : Jättiläinen
- Réalisation : Aleksi Salmenperä
- Scénario : Pekko Pesonen
- Musique : Ville Tanttu
- Photographie : Tuomo Hutri
- Montage : Samu Heikkilä
- Production : Aleksi Bardy et Annika Sucksdorff
- Société de production : Helsinki-Filmi
- Pays :  Finlande
- Genre : Drame
- Durée : 97 minutes
- Dates de sortie : 
  -  Finlande : 22 janvier 2016

## Distribution
- Joonas Saartamo : Jussi Karevuo
- Jani Volanen : Pekka Perä
- Peter Franzén : Raimo
- Saara Kotkaniemi : Ada Koljonen
- Elena Leeve : Eeva
- Pertti Sveholm : Eino
- Jussi Nikkilä : Kalle
- Minna Suuronen : Ulla Antikainen
- Kaija Pakarinen : Marja Riekkola-Vanhanen
- Carl-Kristian Rundman : Elias Ekdahl
- Mari Rantasila : Lehtomäki, la ministre de l'environnement
- Eero Saarinen : Kari Pääkkönen

## Distinctions
Le film a été nommé pour huit Jussis et en a remporté deux : meilleur second rôle masculin pour Jani Volanen et meilleur scénario.